# Straßen und Plätze in Ludwigshafen am Rhein/B

## Brunhildenstrasse
67059 Ludwigshafen-West

## Burgundenstrasse
67059 Ludwigshafen-West

## Bachgasse
67071 Ludwigshafen-Oggersheim
Die Bachgasse ist eine Straße im Zentrum von Oggersheim, die Raiffeisenstraße und Schillerstraße verbindet und dabei parallel zur Straße Am Speyrer Tor verläuft.

## Bad-Aussee-Straße
67069 Ludwigshafen-Oppau
Bad Aussee ist eine österreichische Kurstadt im Salzkammergut, mit der Oppau seit dem Jahr 1976 eine Partnerschaft pflegt. Initiator der Partnerschaft war der Karnevalist Manfred Fischer.
Die Bad-Aussee-Straße im Osten des Ortsteils Oppau verbindet die Horst-Schork-Straße mit dem Ostring.

## Badgasse
67069 Ludwigshafen-Edigheim
Die Badgasse ist eine von mehreren Verbindungsstraßen zwischen Bürgermeister-Fries-Straße und Untergasse im Zentrum von Edigheim.

## Bahnhofstraße
67059 Ludwigshafen-Mitte
Die Bahnhofstraße führt vom Hauptbahnhof durch das Zentrum bis zur Rhein-Galerie am Rheinufer und quert dabei die Fußgängerzone.

## Banater Straße
67067 Gartenstadt-Niederfeld
Banat wurde eine historische Region im Königreich Ungarn genannt. Das rumänische Banat besteht im Westen aus einem Teil des Pannonischen Flachlandes. Der serbische Teil besteht fast nur aus Flachland.

## Bayernstraße
67061 Ludwigshafen-Süd

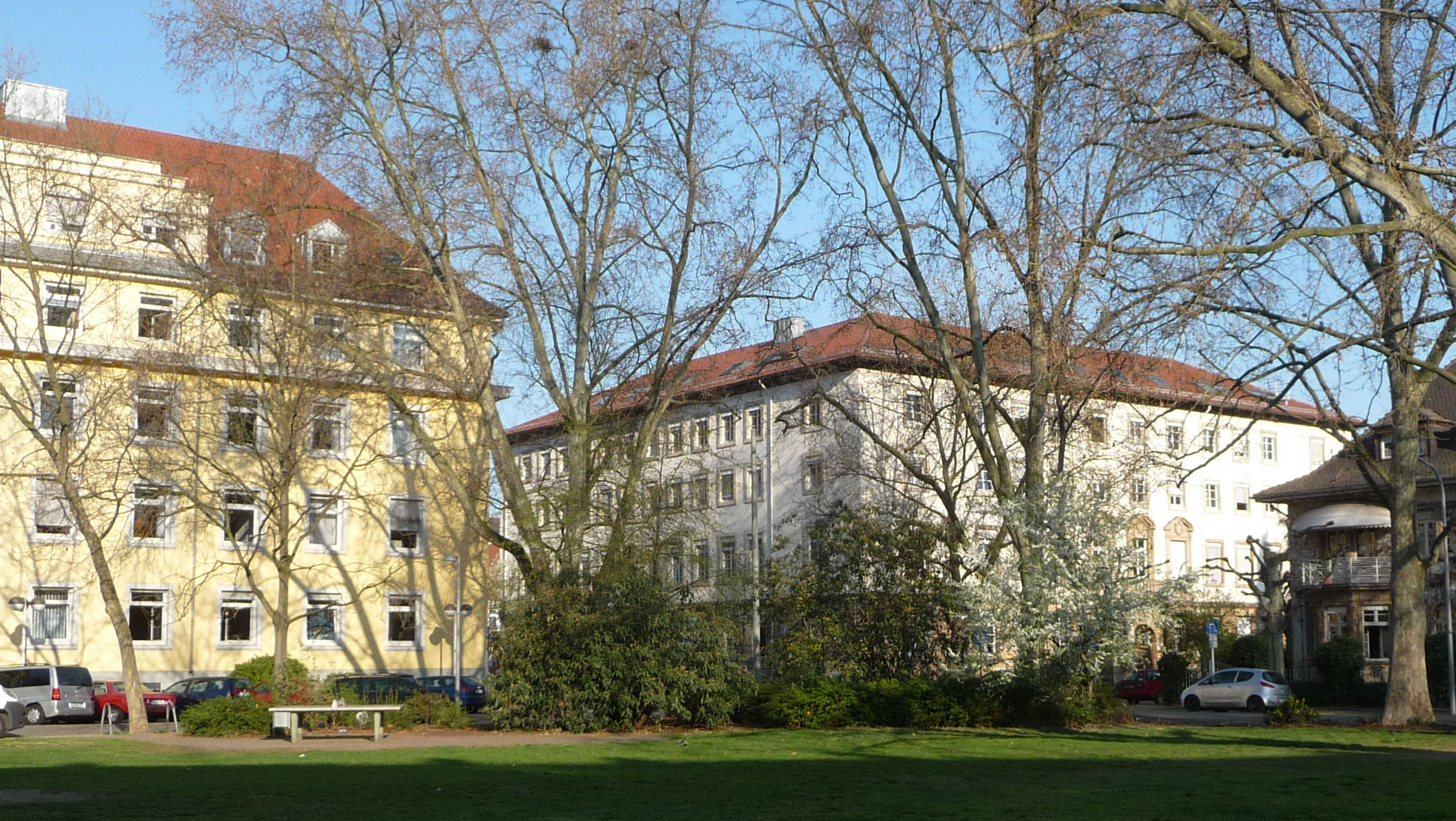
Pfalzwerke und Finanzamt

Die Bayernstraße ist eine um 1900 breit angelegte, von Baumreihen gesäumte Straße, die an der Lisztstraße beginnt und an der Pfalzgrafenstraße endet. Der Name, den die Straße seit 1906 trägt, erinnert an die Zugehörigkeit der Pfalz zu Bayern von 1816 bis 1945.
Das Straßenbild wird durch Gebäude mit großem Bauvolumen charakterisiert: Schule, Finanzamt, Pfalzwerke. Die Wohnhäuser dokumentieren die gehobene Wohnkultur kurz nach der Wende zum 20. Jahrhundert.

## Bayreuther Straße
67059 Ludwigshafen-West

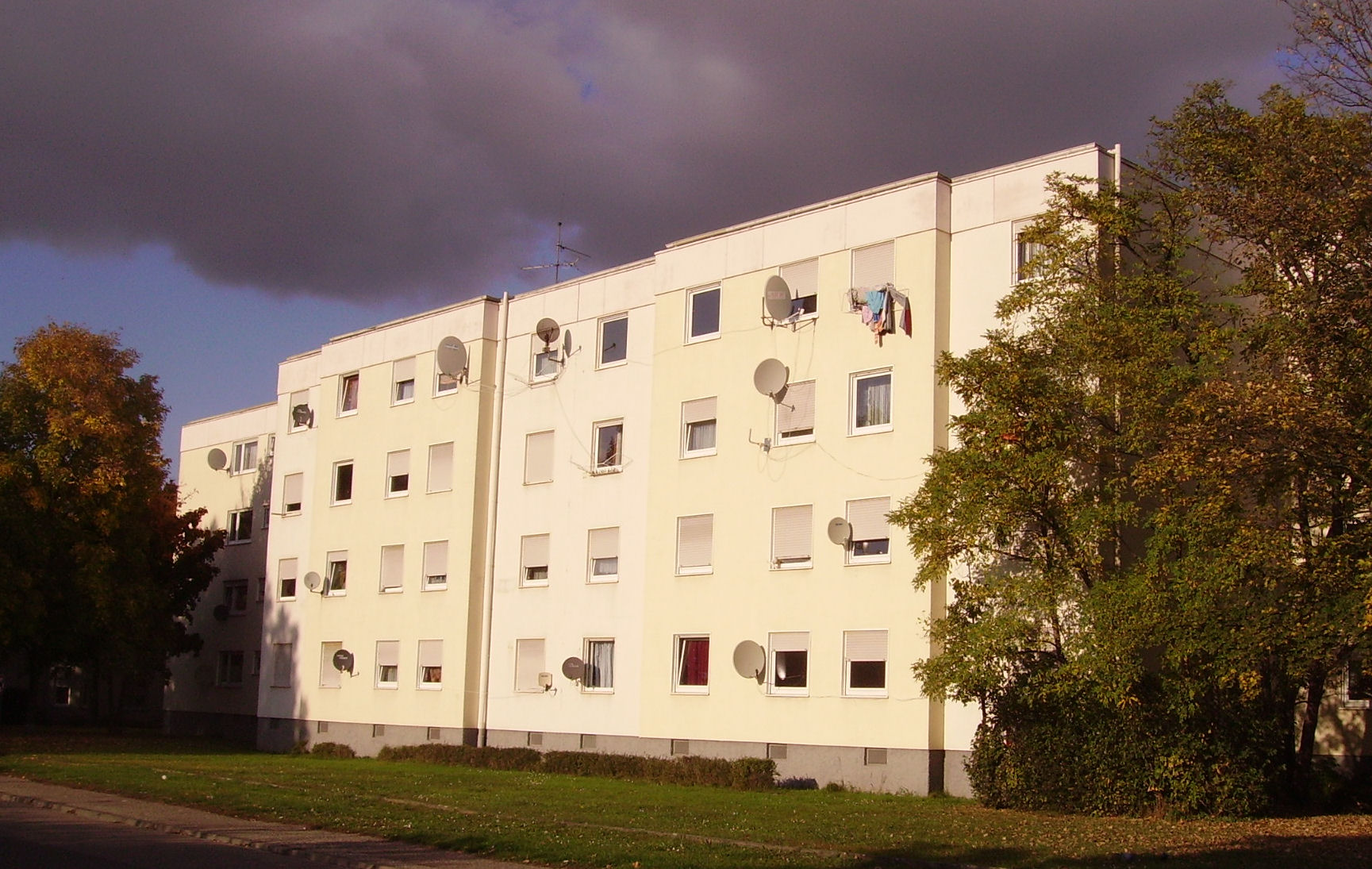
Wohnungen an der Bayreuther Straße

Bayreuth ist eine kreisfreie Stadt im bayerischen Regierungsbezirk Oberfranken. Weltberühmt ist die Stadt durch die jährlich im Bayreuther Festspielhaus stattfindenden Bayreuther Festspiele.
Die Bayreuther Straße zieht sich von der Bruchwiesenstraße zur Frankenthaler Straße.
Die Straße ist ein sozialer Brennpunkt, in dem über 400 der fast 900 obdachlosen Menschen in Ludwigshafen von der Stadtverwaltung eingewiesen wurden. Gedacht waren diese Notunterkünfte nur als Übergangslösung, doch für viele wurden sie zum ständigen Wohnsitz, wodurch eine Ghettoisierung stattfand.
Die Obdachlosen- und Notunterkünfte wurden ursprünglich im Jahr 1959 errichtet und Ende der 1960er durch neuere Bauten ersetzt. 1961 verteilten sich 7.000 Einwohner auf 2.030 Wohnungen.

## Bergstraße
67067 Ludwigshafen-Maudach

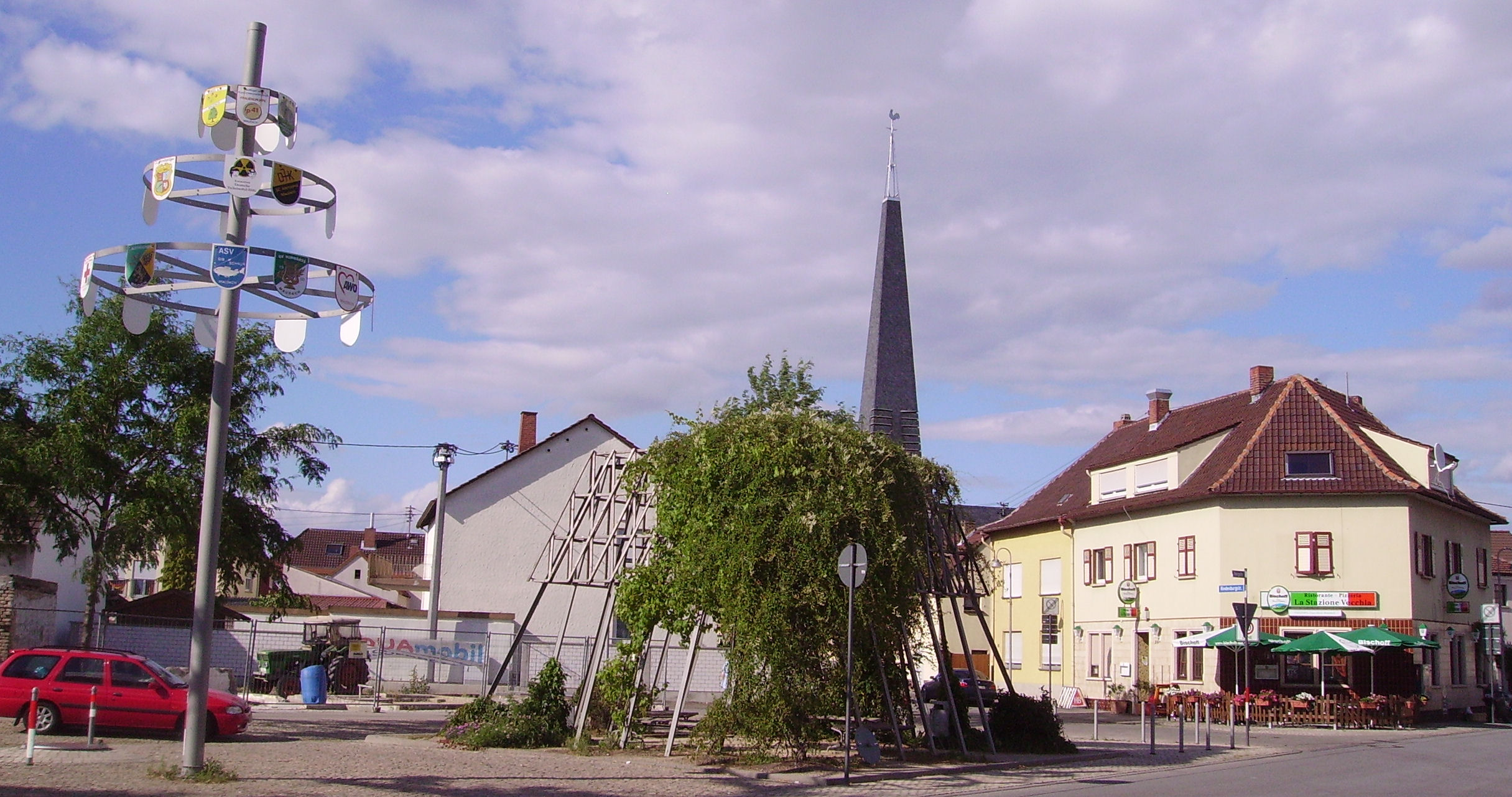
Ehemaliger Standort des Maudacher Bahnhofs

Die völlig flache Bergstraße ist die Verlängerung der Maudacher Straße und die zentrale Straße des Ortsteils Maudach.
An der Bergstraße befand sich von 1890 bis 1955 der Bahnhof Maudach, an dem der so genannte „feurige Elias“ hielt.

## Bergzaberner Straße
67067 Ludwigshafen-Maudach
Die Bergzaberner Straße ist eine kurze Straße am südlichen Ortsrand von Maudach, die an der ehemaligen Feldkapelle die Schweigener Straße kreuzt und von der Burrweiler Straße fortgeführt wird.
Die Kleinstadt Bad Bergzabern ist ein Kurort im Landkreis Südliche Weinstraße.

## Berliner Platz
67059 Ludwigshafen-Mitte

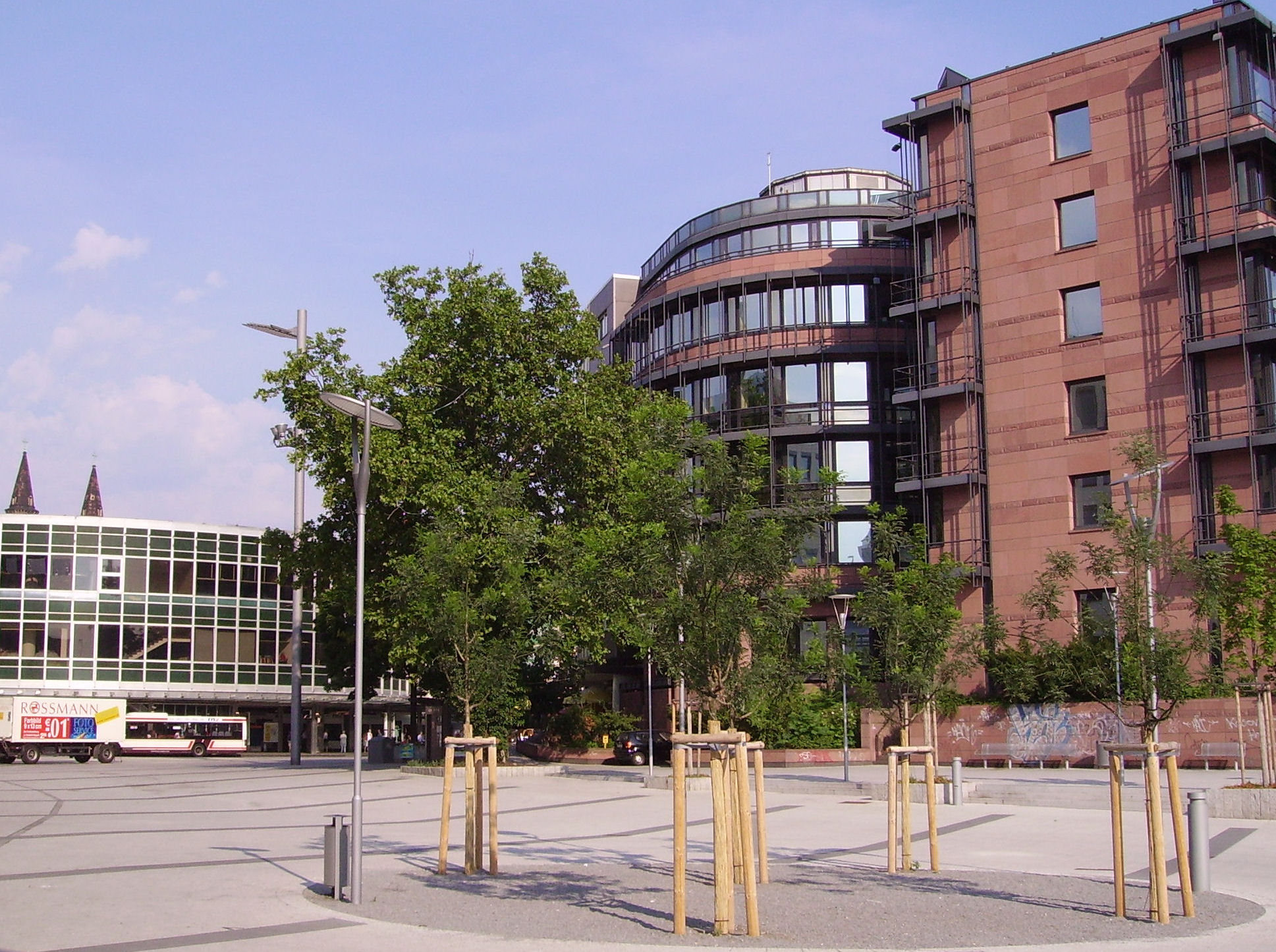
Berliner Platz

Der Berliner Platz ist ein zentraler Platz, an dem sich alle wichtigen Nahverkehrsverbindungen treffen. Außerdem besteht ein direkter Zugang zum neu gebauten S-Bahnhof Ludwigshafen-Mitte und zum Einkaufszentrum Walzmühle sowie zur in Teilen neu angelegten Rheinpromenade.

## Berliner Straße
67059 Ludwigshafen-Mitte
Die Berliner Straße wurde im ausgehenden 19. Jahrhundert in der Stadtmitte angelegt und zieht sich von der Dammstraße zur Jägerstraße. Ihr ursprünglicher Name Schillerstraße wurde im Jahr 1960 zu Gunsten der ehemaligen Reichshauptstadt geändert.
An der Berliner Straße liegen das Carl-Bosch-Gymnasium, Das Haus, das Haus des Jugendrechts, die Agentur für Arbeit, das Wilhelm-Hack-Museum und der Pfalzbau. Sie verläuft in Nord-Süd-Richtung von der südlichen Hochstraße bis zur Jägerstraße und somit parallel zur Fußgängerzone.

## Berner Weg
67069 Ludwigshafen-Pfingstweide
Bern ist die Bundesstadt der Schweiz.
Der Berner Weg ist eine Seitenstraße der Budapester Straße. In dieser kurzen Straße befindet sich ein
Null-Heizkosten Haus, das mit modernster Technik von der LUWOGE (Wohnungsunternehmen der BASF) umgestaltet wurde.

## Berthold-Schwarz-Straße
Ludwigshafen-Friesenheim
Die Berthold-Schwarz-Straße ist eine Straße in Friesenheim, die in südöstlicher Richtung von der Sternstraße parallel zur Hohenzollernstraße abzweigt und am Schwalbenweg endet.
Berthold Schwarz war ein Franziskaner aus Freiburg, der um 1359 (nach anderen Angaben 1353) durch Zufall das Schwarzpulver entdeckt haben soll.

## Bertolt-Brecht-Straße
67071 Ludwigshafen-Oggersheim
Die Bertolt-Brecht-Straße ist eine Straße in einem Neubaugebiet am westlichen Ortsrand Oggersheims, die an der Raiffeisenstraße endet. Eine benachbarte Straße ist die Thomas-Mann-Straße.
Bertolt Brecht gilt als einflussreichster deutscher Dramatiker und Lyriker des 20. Jahrhunderts.

## Berwartsteinstraße
67065 Ludwigshafen-Mundenheim
Der Berwartstein ist eine Burg im Wasgau, dem südlichen Teil des Pfälzerwaldes.

## Bessemerstraße
67063 Ludwigshafen-Hemshof
Die Bessemerstraße ist eine Verbindungsstraße zwischen Hohenzollernstraße und Schanzstraße südöstlich vom Klinikum der Stadt Ludwigshafen.
Henry Bessemer war ein britischer Ingenieur und Erfinder. Er entwickelte das erste Verfahren, Stahl günstig in Massenproduktion herzustellen. Dazu erfand er die nach ihm benannte Bessemerbirne, ein zylinderförmiges feuerfestes Gefäß, mit dem aus Roheisen Stahl erzeugt wird.

## Betty-Impertro-Straße
67067 Ludwigshafen-Gartenstadt
Betty Impertro war Stadträtin und Gründungsmitglied der CDU in Ludwigshafen. Sie wurde von Helmut Kohl 1978 in einer Laudatio als „Mutter der Fraktion“ gelobt.
Die Betty-Impertro-Straße führt von der Maudacher Straße direkt auf das Marienkrankenhaus zu. Das Teilstück der Salzburger Straße wurde im Jahr 1988 nach Impertro benannt.

## Beuthener Straße
67063 Ludwigshafen-Friesenheim
Die Beuthener Straße ist eine Parallelstraße der Klagenfurter Straße nördlich der Sternstraße.
Beuthen an der Oder ist eine Kleinstadt in Niederschlesien. Ihr heutiger Name ist Bytom Odrzański.

## Bexbacher Straße
67063 Ludwigshafen-Friesenheim
Die Bexbacher Straße ist eine südliche Parallelstraße zur Sternstraße.
Bexbach ist eine saarländische Stadt im Saarpfalz-Kreis.

## Binsenstraße
67067 Ludwigshafen-Maudach
Die Binsen (Juncus) sind die namengebende Gattung der Binsengewächse (Juncaceae), die mit weltweit etwa 300 Arten, in Deutschland 29 Arten, verbreitet ist. Kennzeichnendes Merkmal dieser ausdauernden Gräser sind die starren, rundlichen und borstlich zugespitzten Blattspreiten.
Die Binsenstraße zweigt als Sackgasse von der Breiten Straße ab und hat eine durchgehende Bungalow-Bebauung.

## Birkenstraße
67067 Ludwigshafen-Maudach
Die Birken bilden eine Gattung von Laubbäumen in der Familie der Birkengewächse (Betulaceae).

## Bismarckstraße
67059 Ludwigshafen-Mitte
Otto von Bismarck war langjähriger Ministerpräsident von Preußen, Kanzler des Norddeutschen Bundes und der erste Reichskanzler des Deutschen Kaiserreichs.
Die Bismarckstraße war ein ehemaliger Prachtboulevard in zentraler Lage, der im 19. Jahrhundert als wichtige Verkehrs- und Geschäftsstraße parallel zum Rheinufer angelegt wurde und von der Wredestraße geradlinig zur Jaegerstraße verläuft. Im Jahr 1885 wurde die Straße nach dem preußisch-deutschen Staatsmann und Reichskanzler Otto von Bismarck benannt.
Die anspruchsvoll gestalteten Wohn- und Geschäftshäuser der Gründerzeit wurden zum größten Teil im Zweiten Weltkrieg zerstört, sodass sich nur im südlichen Abschnitt zwei repräsentative, öffentliche Gebäude erhalten haben. Ansonsten wird das Straßenbild von sechs- bis siebengeschossigen Geschäftshäusern der 1950er Jahre geprägt.

## Blücherstraße
67063 Ludwigshafen-Hemshof
Gebhard Leberecht von Blücher war preußischer Generalfeldmarschall und hat sich in bedeutenden Schlachten hervorgetan. Seiner offensiven Truppenführung verdankte er den populären Beinamen Marschall Vorwärts.
Die Blücherstraße wurde im 19. Jahrhundert angelegt. Sie beginnt an der Gräfenaustraße und zieht bis zum Goerdelerplatz, wo sie von der Leuschnerstraße fortgesetzt wird.
Die Bebauung ist gekennzeichnet durch drei- bis viergeschossige Häuserzeilen mit Wohn- und Geschäftshäusern der Gründerzeit.

## Bockenheimer Straße
67067 Ludwigshafen-Maudach
Bockenheim an der Weinstraße ist eine Ortsgemeinde in der Verbandsgemeinde Leiningerland (Landkreis Bad Dürkheim).

## Böcklinstraße
67061 Ludwigshafen-Süd
Arnold Böcklin war ein Schweizer Maler, Zeichner, Graphiker und Bildhauer des Symbolismus. Er gilt als einer der bedeutendsten bildenden Künstler des 19. Jahrhunderts in Europa.

## Böhlstraße
67063 Ludwigshafen-Hemshof
Die Böhlstraße beginnt an der Hemshofstraße und führt zur Anilinstraße. Ihren Namen erhielt sie 1885 und geht auf eine Flurbezeichnung für das Gebiet zwischen Friesenheim und Rheinschaue zurück. Von der historischen Bausubstanz hat sich nur die Stadtmission erhalten, die Arbeiterhäuser der BASF-Kolonie wurden in den 1960er Jahren zugunsten eines Parkplatzes abgerissen.
Am repräsentativen Portal der Stadtmission steht in gotisierenden Elementen:
„SUCHET DER STADT BESTES. JEREM. 29,7A. D. 1885.“

## Bolandenstraße
67067 Ludwigshafen
Bolanden ist eine Ortsgemeinde in der Verbandsgemeinde Kirchheimbolanden im Donnersbergkreis.

## Borsigstraße
67063 Ludwigshafen
Die Firma Borsig war ein deutsches Unternehmen des Maschinenbaues mit Sitz in Berlin. Das Unternehmen war vor allem im Bau von Dampflokomotiven tätig und während der Ära des Dampflokomotivbaues in Europa der größte und weltweit der zweitgrößte Lokomotivlieferant.

## Bozener Straße
67067 Ludwigshafen
Bozen ist die Landeshauptstadt Südtirols, einer autonomen Provinz in Italien.

## Brahmsstraße
67061 Süd
Johannes Brahms gilt als einer der bedeutendsten europäischen Komponisten in der zweiten Hälfte des 19. Jahrhunderts.

## Brandenburger Straße
67065 Mundenheim
Das Land Brandenburg ist ein Land im Nordosten Deutschlands.

## Brändströmstraße
67069 Oppau, Edigheim, Pfingstweide
Elsa Brändström war eine schwedische Philanthropin, bekannt als „Engel von Sibirien“ in den russischen Gefangenenlagern des Ersten Weltkrieges.

## Braunkohlenstraße
67065 Ludwigshafen-Mundenheim
Braunkohle ist ein bräunlich-schwarzes, meist lockeres Sedimentgestein, das durch Karbonisierung von Pflanzenresten durch Inkohlung entstand.
Die Braunkohlenstraße ist eine Stichstraße im Hafengebiet, die von der Inselstraße wegführt.

## Breite Straße
67067 Ludwigshafen-Maudach

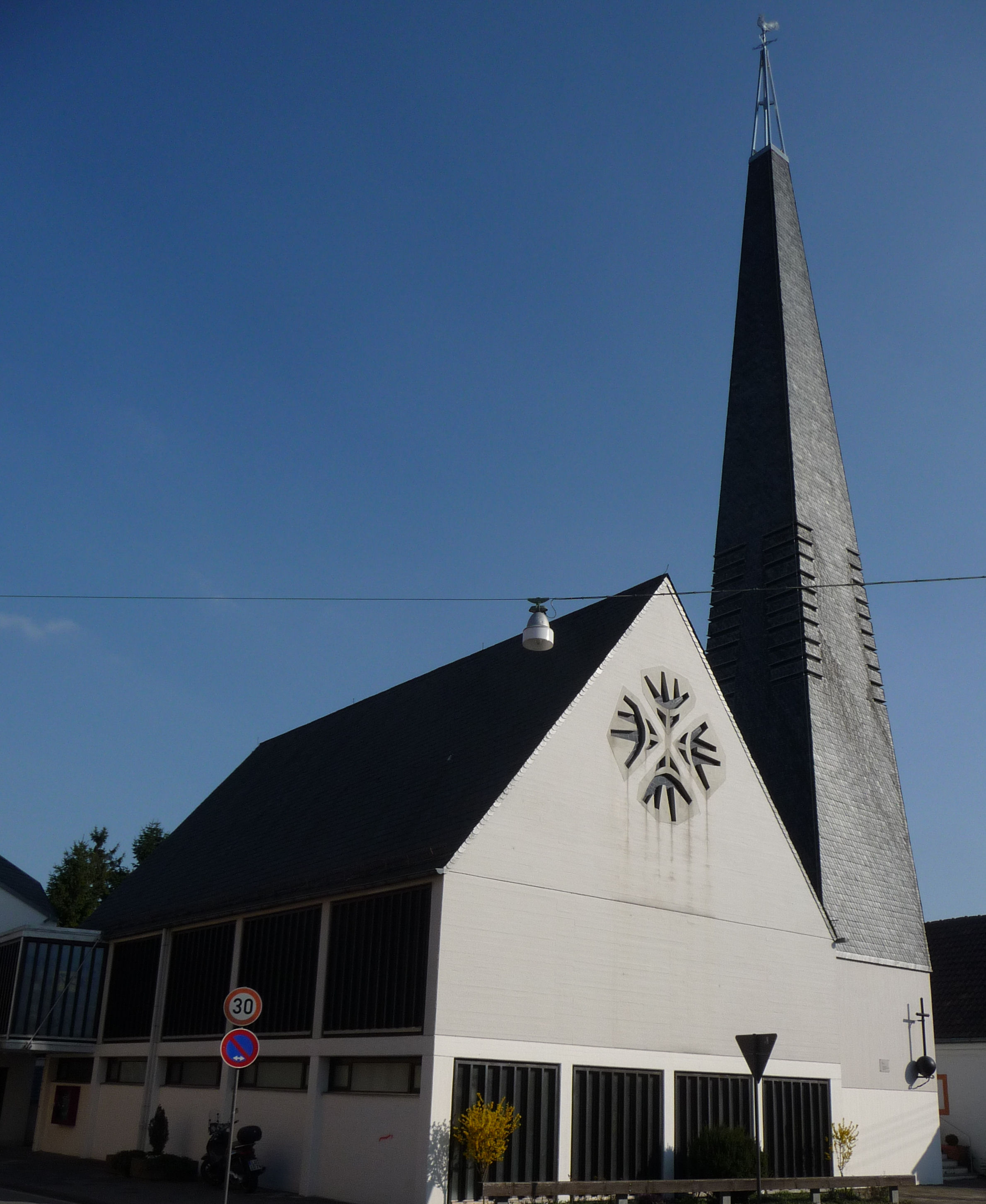
Martinskirche

Die Breite Straße ist ein langer aber keineswegs breiter Straßenzug, der in der Mitte des Ortsteils Maudach von der Maudacher Straße abzweigt und nach Norden aus Maudach herausführt.
An der Breiten Straße steht die protestantische Martinskirche.

## Breitscheidstraße
67069 Oppau, Edigheim, Pfingstweide
Rudolf Breitscheid († 1944 im KZ Buchenwald) war ein sozialdemokratischer Politiker.

## Bruchwiesenstraße
67059 Ludwigshafen-Mitte
Die Bruchwiesenstraße ist eine mehrspurige Straße, die zwischen Blies und der Berufsbildenden Schule, der Fachhochschule Ludwigshafen und dem Postgiroamt führt.

## Bruderweg
67069 Ludwigshafen-Edigheim
Der Bruderweg ist eine Seitenstraße zwischen Werderstraße und Krimhildstraße in Edigheim.

## Brunckstraße
67063 Ludwigshafen-Friesenheim
Heinrich von Brunck war ein Chemiker. Er arbeitete lange Zeit bei der BASF, war dort technischer Direktor und wurde 1901 ihr Vorstandsvorsitzender. Ihm gelang die Indigo-Synthese und er finanzierte die Forschungsarbeiten von Fritz Haber, der zusammen mit Carl Bosch ein Verfahren erfand, das die synthetische Herstellung von Ammoniak als Ersatz für Salpeter zur Herstellung von Düngemitteln und Sprengstoff ermöglichte. Er gilt in der BASF als Vater der betrieblichen Sozialfürsorge.

## Bruno-Körner-Straße
67059 Ludwigshafen-West 
Bruno Körner war ein SPD-Politiker. Er gehörte ab 1899 für die SPD dem Stadtrat von Ludwigshafen an. Bei den Wahlen 1905, 1907, 1912 und 1920 wurde er als Abgeordneter in den Bayerischen Landtag gewählt.

## Bunsenstraße
67069 Ludwigshafen
Robert Wilhelm Bunsen war ein Chemiker. Er entwickelte zusammen mit Gustav Robert Kirchhoff die Spektralanalyse und perfektionierte den nach ihm benannten Bunsenbrenner.

## Burbacher Straße
67063 Ludwigshafen
Burbach ist eine Ortsgemeinde in der Eifel.

## Bürgerhof
67059 Mitte
Der Bürgerhof ist ein zentraler Platz in der Innenstadt zwischen Bismarckstraße und Ludwigstraße, an dem die Volkshochschule Ludwigshafen steht. Früher standen hier die Anlagen der Bürgerbräu AG. Der Bürgerhof soll im Zuge des Stadtumbaus Ludwigshafen neu gestaltet und aufgewertet werden.

## Bürgermeister-Butscher-Straße
67065 Ludwigshafen-Mundenheim

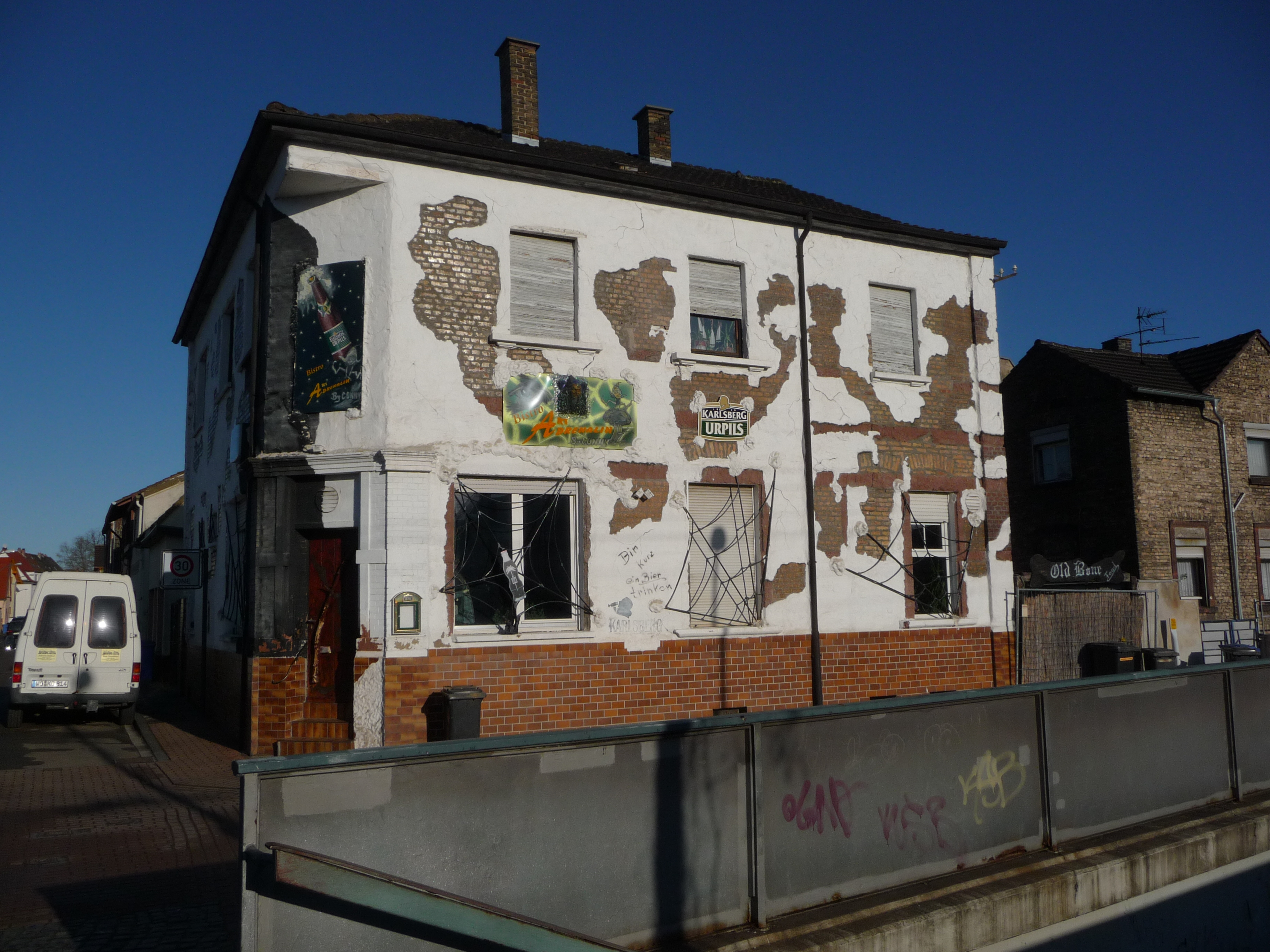
Kneipe an der Bahnlinie

Die Bürgermeister-Butscher-Straße ist eine Straße, die westlich der Bahnlinie verläuft und nach Nordosten unter der so genannten Teufelsbrücke (Schänzeldamm) hindurchführt. Sie geht dann in die Ernst-Boehe-Straße über.

## Bürgermeister-Fries-Straße
67069 Edigheim
Die Bürgermeister-Fries-Straße hieß ursprünglich Ratsgasse, danach Dalbergstraße, bis sie im Jahr 1962 nach dem Edigheimer Bürgermeister Martin Fries benannt wurde.

## Bürgermeister-Grünzweig-Straße
67059 Mitte, West
Carl Grünzweig war 1891–1896 Bürgermeister der Stadt Ludwigshafen.
Die Bürgermeister-Grünzweig-Straße hieß bis zum Jahr 1961 Humboldtstraße, bevor sie nach Dr. Carl Grünzweig umbenannt wurde, der von 1891 bis 1896 Bürgermeister von Ludwigshafen und Begründer der Korksteinfabrik Grünzweig & Hartmann war. Sie beginnt an der Gräfenaustraße, verläuft parallel zur ehemaligen Staatsstraße nach Oggersheim und wird von der Industriestraße fortgeführt. Ursprünglich war hier Industrie angesiedelt, darunter Grünzweig & Hartmann sowie die städtische Gasfabrik.

## Bürgermeister-Hoffmann-Straße
67059 Mitte, West
Joseph Hoffmann war 1868–1872, sein Sohn Wendelin Hoffmann 1890–1891 Bürgermeister der Stadt Ludwigshafen.
Die Bürgermeister-Hoffmann-Straße wurde im Zuge des Baus der Hochstraße auf etwa die Hälfte ihrer ursprünglichen Länge gekürzt.

## Bürgermeister-Kutterer-Straße
67059 Ludwigshafen-Mitte
Georg Kutterer war 1872–1889 Bürgermeister der Stadt Ludwigshafen.
Die Bürgermeister-Kutterer-Straße wurde Mitte des 19. Jahrhunderts in der Stadtmitte angelegt. Sie beginnt an der Wredestraße und führt bis zur Benckiserstraße. Ursprünglich hieß sie Jahnstraße und wurde im Jahr 1960 nach dem Ludwigshafener Bürgermeister Georg Kutterer benannt.

## Bürgermeister-Trupp-Straße
67069 Ludwigshafen

## Bürgermeister-Zorn-Platz
67069 Ludwigshafen

## Bürgerstraße
67063 Ludwigshafen-Hemshof

## Burgundenstraße
67059 Ludwigshafen-West

## Buschweg
67071 Ludwigshafen-Oggersheim
Der Buschweg ist eine kurze Straße nördlich des Hans-Warsch-Platzes im Zentrum des Stadtteils Oggersheim.